# Sciaphila okabeana
Sciaphila okabeana är en enhjärtbladig växtart som beskrevs av Takasi Tuyama. Sciaphila okabeana ingår i släktet Sciaphila och familjen Triuridaceae. Inga underarter finns listade.